# إجمالي مكافئ الجرعة الفعالة للإشعاع
إجمالي مكافئ الجرعة الفعالة (TEDE) هو كمية لقياس الجرعات الإشعاعية التي تحددها اللجنة التنظيمية النووية الأمريكية لرصد ومراقبة التعرض البشري للإشعاع. يتم تعريفه بشكل مختلف في لوائح للجنة التنظيمية النووية الأمريكية.
ووفقًا للوائح يكون مجموع الجرعة الفعالة المكافئة من التعرض الخارجي والجرعة الفعالة الملتزمة مكافئًا للتعرض الداخلي وبالتالي يأخذ في الاعتبار جميع حالات التعرض المعروفة.
ومع ذلك تعرّف بأنها مجموع الجرعة المكافئة والتي تستثني الجرعة الفعالة للجلد والعين من الإشعاع غير المخترق مثل أشعة بيتا. يتم تضمين هذه الجرعات السطحية جنبا إلى جنب مع المساهمات من إشعاع (غاما).

## القيود
يتم فرض قيود تنظيمية على إجمالي مكافئ الجرعة الفعالة للإشعاع للأفراد المعرضين مهنياً.

## اقرأ أيضا
- اضمحلال نشاط إشعاعي